# Relaciones China-Corea del Sur
Las relaciones internacionales entre la República Popular China y la República de Corea del Sur se establecieron formalmente el 24 de agosto de 1992. Durante las décadas de 1950 a 1980, China únicamente reconocía a Corea del Norte, mientras que Corea del Sur solamente reconocía la República de China en Taiwán. En los últimos años China y Corea del Sur han tratado de impulsar su asociación estratégica y cooperativa.
Las relaciones se deterioraron significativamente después de que Corea del Sur anunció sus intenciones de desplegar THAAD, una medida a la que China se opuso firmemente. China impuso un boicot no oficial a Corea del Sur en un intento por evitar que desplieguen el sistema de misiles. 
Sin embargo, a fines de octubre de 2017, los dos países terminaron la disputa diplomática de un año y han estado trabajando rápidamente para volver a encarrilar su relación desde entonces, fortaleciendo los intercambios y la cooperación entre ellos, creando armonía de intereses, y acordaron reanudar los intercambios y la cooperación en todas las áreas. Como resultado, todas las prohibiciones económicas y culturales de China hacia Corea del Sur también se levantaron, con la cooperación política y de seguridad, los intercambios comerciales y culturales entre los dos países volviendo a un estado saludable.
Tras la reanudación de la relación, China y Corea del Sur han estado organizando visitas presidenciales y gubernamentales, trabajando juntos en la Península Coreana, ayudando con el desarrollo de otros países y cooperando en numerosas áreas.

## Historia

### Guerra de Corea
La recientemente nacida República Popular China participó en la guerra de Corea entre 1950 y 1953, enviando a la Armada de Voluntarios del Pueblo para pelear contra Corea del Sur y las tropas de Naciones Unidas del lado de los norcoreanos en octubre de 1950. Expulsó con éxito las fuerzas de la ONU de Corea del Norte, no obstante su ofensiva en el Sur fue repelida. La participación de la Armada de Voluntarios del Pueblo hizo que las relaciones entre Corea del Sur y China se hicieran hostiles. La guerra de Corea finalizó en julio de 1953, dando como resultado el establecimiento de la Zona desmilitarizada de Corea y la futura retirada de las fuerzas chinas de la península.

### Posguerra coreana
Durante la Guerra Fría no hubo relaciones oficiales entre la China comunista y la Corea del Sur capitalista. La República Popular China mantuvo relaciones estrechas con Corea del Norte, mientras que Corea del Sur tenía relaciones diplomáticas con la República de China en Taiwán. Esto impidió el comercio entre Seúl y Pekín, debido a que Corea del Sur no era capaz de proteger a sus ciudadanos e intereses comerciales en China al no haber forma alguna de acuerdo internacional. Las necesidades económicas de Beijing en las que requerían de Corea del Sur inicialmente fueron cubiertas por Moscú. Sin embargo, debido a las necesidades económicas y a la proximidad geográfica, China y Corea del Sur comenzaron a tener intercambios comerciales. 

#### Relaciones durante la presidencia de Park y Chun (1961-1988)
El presidente Park Chung hee inició y el presidente Chun Doo hwan continuó una política de establecimiento de relaciones con China y la Unión Soviética, e intentaron mejorar el vínculo con Corea del Norte. China y la Unión Soviética tuvieron una influencia significativa en la determinación del futuro de la península de Corea. Tener buenas relaciones con los antiguos aliados de Corea del Norte eran por lo tanto parte integral de la política del Nordpolitik.
El contacto oficial de Seúl con Pekín comenzó con el aterrizaje de un avión civil chino secuestrado en mayo de 1983. China envió a una delegación de treinta y tres oficiales a Seúl para negociar su retorno. Esto marcó el comienzo de una serie de intercambios ocasionales de ciudadanos. Por ejemplo, en marzo de 1984, un equipo surcoreano de tenis visitó Kunming para un partido de la Copa Davis contra un equipo chino. En abril de 1984, un equipo de baloncesto chino de treinta y cuatro miembros llegó a Seúl para participar en el Octavo Campeonato de Baloncesto Junior de Asia. Se informaba que algunos funcionarios chinos discretamente visitaban  Corea del Sur para inspeccionar sus industrias en el país, mientras que funcionarios surcoreanos visitaron China para asistir a una serie de conferencias internacionales. Desde el inicio indirecto del intercambio comercial entre China y Corea del Sur en 1975, el volumen de comercio ha aumentado de forma constante.

#### Fines de los años 1980
A fines de la década de 1980 comenzó a fomentarse el contacto entre personas de Corea del Sur y China. En este período académicos, periodistas y especialmente las familias divididas entre los dos países pudieron intercambiar visitas libremente, dado que un número significante de ciudadanos de cada país reside en el otro. Hasta el año 2009, más de seiscientos mil ciudadanos chinos residían en Corea del Sur, de quienes el 70% eran de etnia coreana de la Prefectura autónoma coreana de Yanbian —en la provincia china de Jilin— y de otras partes de China, mientras que unos 560 mil surcoreanos viven en China.
Sin embargo, aún habían barreras importantes para una relación y comercio fuerte. La falta de protecciones dadas por relaciones oficiales todavía permanecían. Pekín ha sido políticamente más cercano a Pyongyang, aunque las relaciones con Corea del Norte eran tensas y con desconfianza. Ha sido difícil para los analistas predecir qué efecto tendría un disturbio político en la República Popular China sobre las relaciones chino-coreanas. Después del incidente militar con manifestantes an la plaza Tiananmen en junio de 1989, Pyongyang salió en apoyo de las acciones de Pekín, mientras que Seúl, por el otro lado, no apoyó ni condenó los sucesos en la plaza Tiananmen.

## Presente
El comercio entre los dos países ha ido en aumento en los últimos años. Además, China ha intentado ser mediador entre Corea del Norte y Estados Unidos, y entre Corea del Norte y Japón, además de iniciar y promover conversaciones tripartitas entre Pyongyang, Seúl y Washington.
Durante años Corea del Sur ha sido aliado de la República de China en Taiwán, sin embargo, Seúl rompió relaciones diplomáticas con Taipéi en 1992. El 24 de agosto de 1992 se establecieron formalmente relaciones diplomáticas entre Seúl y Pekín.